# Франкенбах
Франкенбах (нем. Heilbronn-Frankenbach) — район города Хайльбронн в Германии на ручье Ляйнбах. Площадь микрорайона 8,89 км². Население 5528 жителей (30 сентября 2009). Плотность населения 621,9 чел./км².
Район образован 1 апреля 1974 года.

## Галерея

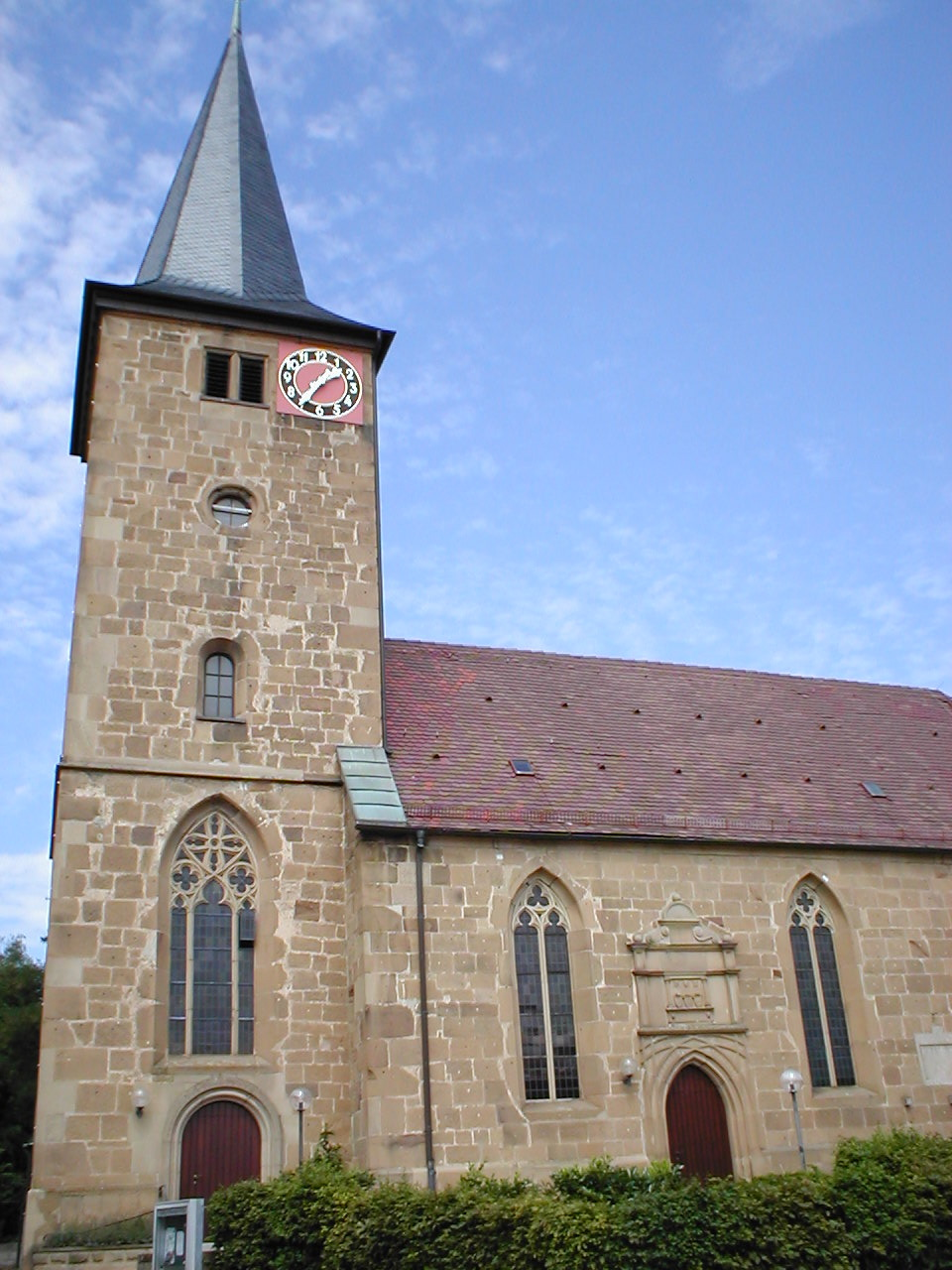
Кирха
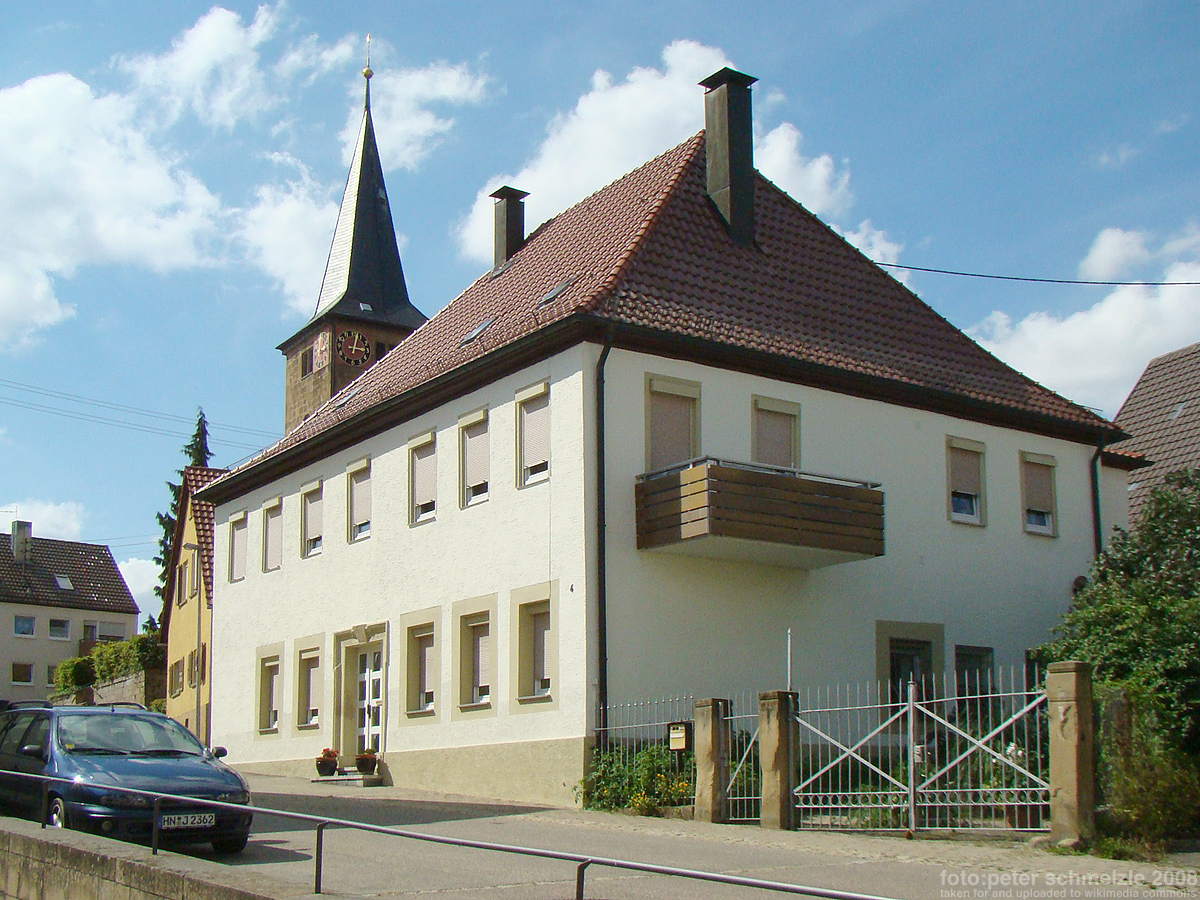
Лютеранская церковь
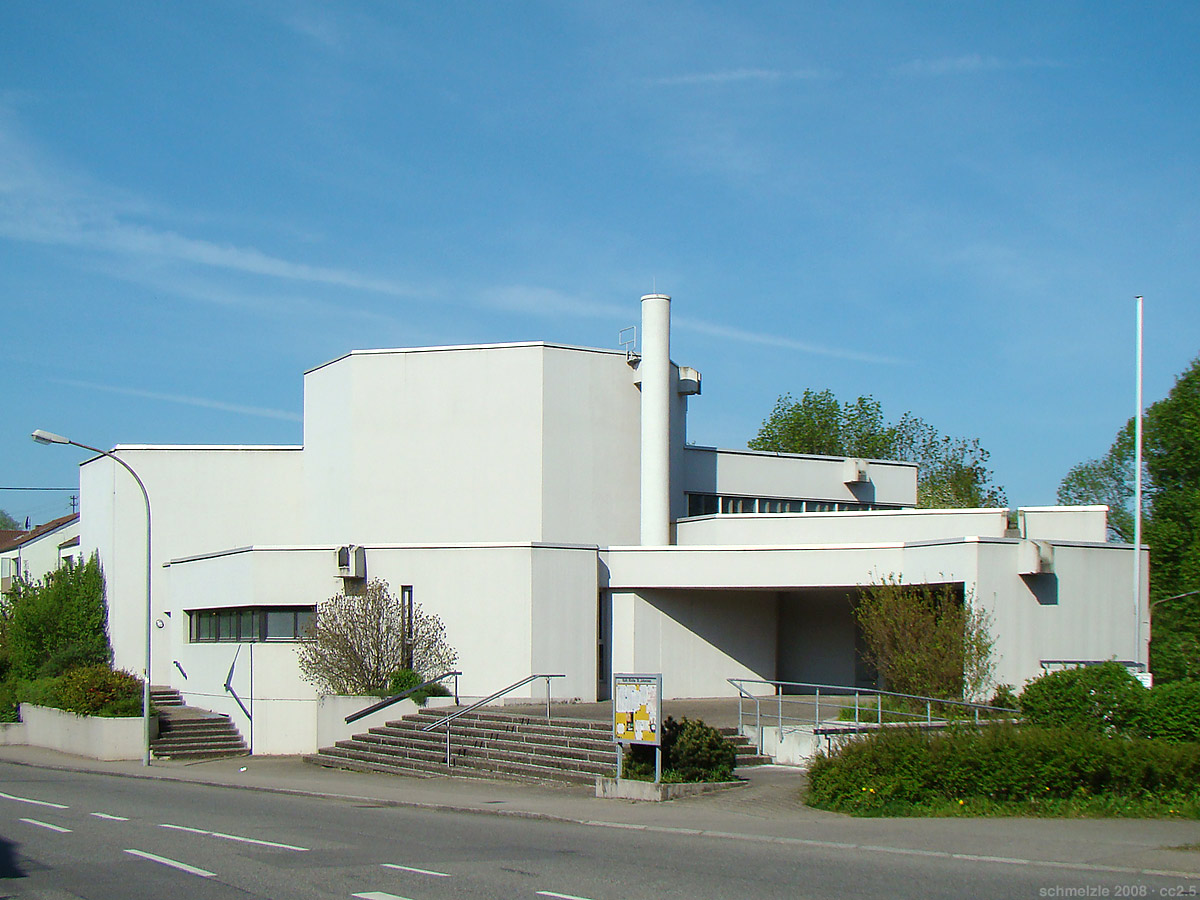
Церковь Иоанна
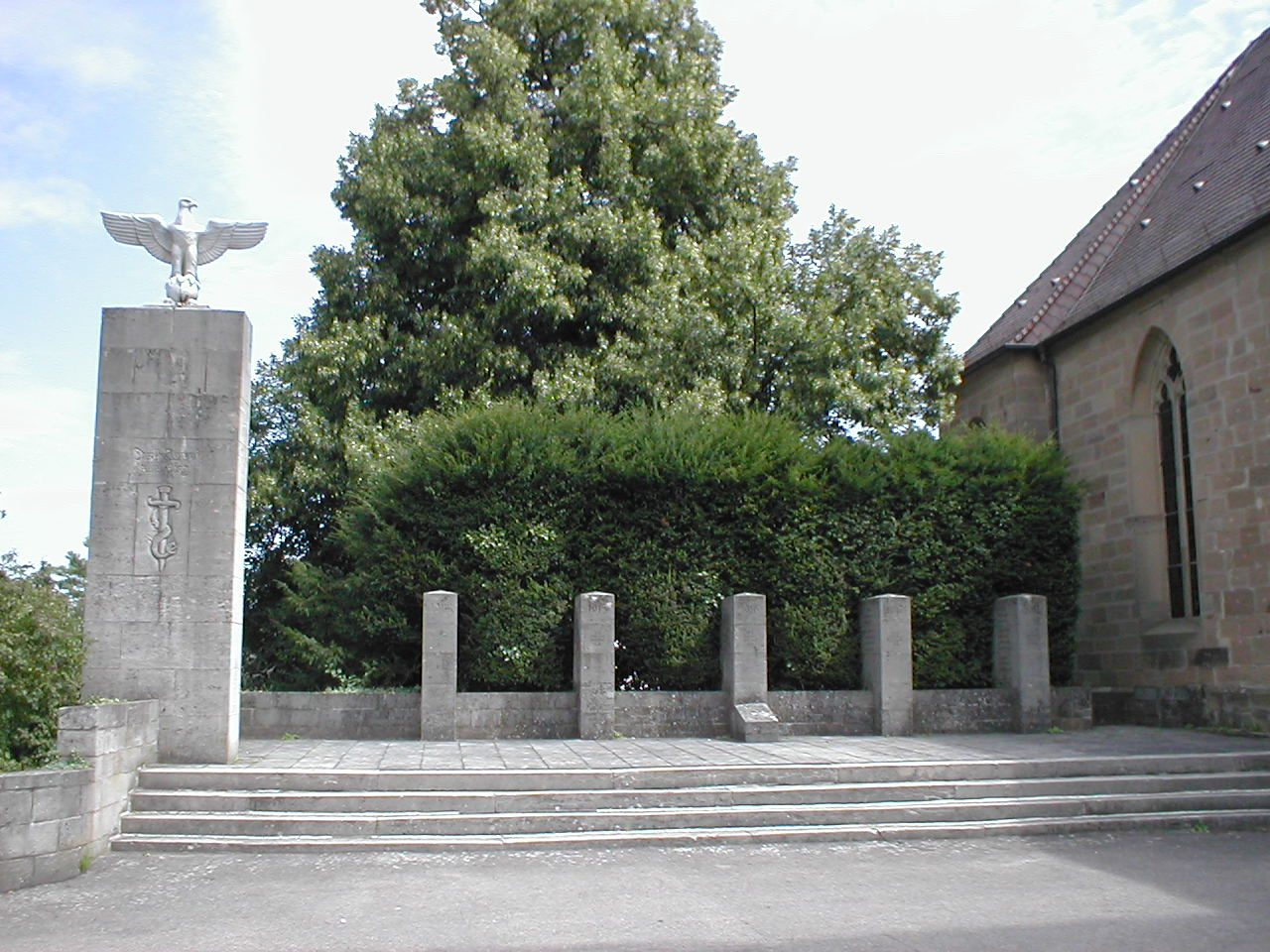
Военный мемориал